# Ipnops agassizii
Ipnops agassizii – gatunek ryby głębinowej z rodziny Ipnopidae. Tak jak u pozostałych przedstawicieli rodzaju Ipnops, oczy tego gatunku uległy przekształceniu w płaskie struktury pozbawione soczewek.
Ryby tego gatunku osiągają 14,5 cm standardowej długości. Ryba ta występuje na głębokościach 1392–4163 m w Oceanie Indyjskim i Pacyfiku, od 5° do 22°S.